# Bilousivka
Bilousivka  (ucraniano: Білоусівка) es una localidad del Raión de Podilsk en el Óblast de Odesa de Ucrania. Según el censo de 2001, tiene una población de 89 habitantes.